# A színésznő (film, 2018)
A színésznő 2018-ban bemutatott magyar filmdráma, Vitézy László rendezésében. Története alapvetően fikció, de sok feltűnő hasonlatosságot mutat a fiatalon tündöklő, ám a kommunisták 1945 utáni hatalomátvételét követően pályájáról kiszorított Bara Margit életútjával.

## Rövid leírása
Anna Erdélyből áttelepült színésznő, akit az 1960-as évek közepén a magyarországi filmes és színházi világban egyaránt a legnagyobb sztárok közt tartanak számon. Egyik főszerepét, a Bánk bán Melindáját készül eljátszani a Nemzeti Színházban akkor is, amikor egy fogadáson megismerkedik egy sportoló olimpikonnal, akinek vonzereje rabul ejti. Kettejük közt szerelem szövődik, ám ez nem tetszik a hatalomnak; nem azért, mintha bármelyikük erkölcseiért aggódnának, hanem azért, mert a sikeres, vonzó, idegen nyelveken is jól értő Annát – a titkosszolgálatokon keresztül – egészen más tervek mentén kívánták "hasznosítani". Anna viszont nem könnyű préda, miután pedig szerelme is erősíti ebben a küzdelmében, egyre kétségesebbé válik a szolgálatok akciójának sikere.

## Közreműködők

### Szereplők
- Szávai Viktória – Kéry Anna (megfigyelési fedőnevén „Iluska”), színésznő
- Tóth Ildikó – Ildikó, művészeti titkár / „Piroska”, államvédelmi hadnagy
- Adorjáni Bálint – Péterfi Attila (megfigyelési fedőnevén „Bajnok”), vívó olimpikon

- Pindroch Csaba – „Tóth Lajos”, államvédelmi tiszt
- Bán János – Józsi, lehallgató technikus százados
- Fesztbaum Béla – Gubicza József, államvédelmi százados
- Kocsis Gergely – filmrendező
- Czifra Krisztina – Rozi néni
- Orosz Ákos – Béla, lehallgató
- Dóra Béla – rendőr
- Bende Máté – asszisztens
- Cserna Antal – operatőr
- Magyar Attila – Václav Dobron, csehszlovák rendező
- Nagy Péter – ügynök
- Nemes Wanda – Olga
- Piros Ildikó – cukrászdai pultosnő
- Szatmári Attila – Feri
- Reviczky Gábor – Attila edzője
- Znamenák István – színházi rendező
- Zsurzs Kati – Gizus

### Alkotók
- Rendező: Vitézy László
- Forgatókönyvíró: Sz. Szabó István
- Operatőr: Markert Károly, Pap Ferenc
- Vágó: Csillag Mano
- Producer: Kálomista Gábor